# Kloster Gourdon
Das Kloster Sainte-Marie-de-Gourdon (lat. Abbatia Gordonium; franz. auch: Abbaye de Léobard oder Abbaye Nouvelle) ist eine ehemalige Zisterzienserabtei in der Gemeinde Léobard im Département Lot in der Region Okzitanien in Frankreich.

## Lage
Die Anlage liegt rund 8 km südwestlich der Stadt Gourdon, an einem Hang auf der Südseite des Flüsschens Céou, bei der Ortschaft L’Abbaye, auf einem Pech-Gisbert genannten Kalksporn (ähnlich wie die Abtei Le Thoronet).

## Geschichte
Das Kloster wurde im Jahr 1242 als Tochterkloster von Kloster Obazine aus der Filiation von Kloster Cîteaux auf Grund einer Stiftung von Guillaume de Gourdon, des Herrn von Salviac, der der Zugehörigkeit zu den Katharern bezichtigt worden sein soll, gegründet. Ein früherer Gründungsversuch soll schon um 1150 in St-Martin-le-Désarnat stattgefunden haben. Der erste Abt war Odo von Ventadour. Er ließ die Umfassungsmauer errichten, deren Südabschnitt noch fast unversehrt erhalten ist. Die Abtei, die im Hundertjährigen Krieg beschädigt wurde, erlangte nie größere Bedeutung. 1477 zählte sie nurmehr einen Mönch und in der Folgezeit nie mehr als zwei Mönche. Bereits im 17. Jahrhundert lag sie weitgehend in Ruinen und soll in dieser Zeit endgültig verlassen worden sein. Sie wurde 1790 verkauft und diente bis in die jüngere Zeit als Steinbruch. Seit 1978 kümmert sich eine Gesellschaft von Freunden um sie. Die Anlage ist seit 1991 als Monument historique klassifiziert. Seit 2001 finden Restaurierungsarbeiten statt. 

## Bauten und Anlage
Die ursprünglich fünfjochige gotische Kirche wurde zwischen 1260 und 1287 einschiffig und ohne Querhaus errichtet und ruht auf einem gewölbten Unterbau (ursprünglich wohl einem Keller). Von der trapezförmigen Anlage sind zwei Joche erhalten und werden noch genutzt. Von zwei weiteren Jochen sind Ruinen erhalten. Der gerade geschlossene Chor ist verschwunden. Von den Konventsbauten sind u. a. die Südwand des Refektoriums und Teile des Konversenbaus erhalten.